# Milano-Sanremo 1929
La Milano-Sanremo 1929, ventiduesima edizione della corsa, fu disputata il 19 marzo 1929, per un percorso totale di 286,5 km. Fu vinta dall'italiano Alfredo Binda, giunto al traguardo con il tempo di 9h03'30" alla media di 31,628 km/h davanti ai connazionali Leonida Frascarelli e Pio Caimmi.
I ciclisti che partirono da Milano furono 89; coloro che tagliarono il traguardo a Sanremo furono 47.

## Ordine d'arrivo (Top 10)
| Pos. | Corridore           | Squadra         | Tempo    |
| ---- | ------------------- | --------------- | -------- |
| 1    | Alfredo Binda       | Legnano-Torpedo | 9h03'30" |
| 2    | Leonida Frascarelli | Ideor           | a 8'30"  |
| 3    | Pio Caimmi          | Olympia         | a 21'30" |
| 4    | Adriano Zanaga      | Touring         | s.t.     |
| 5    | Colombo Neri        | -               | s.t.     |
| 6    | Giuseppe Pancera    | Touring         | s.t.     |
| 7    | Alessandro Catalani | Wolsit          | s.t.     |
| 8    | Michele Orecchia    | La Rafale       | s.t.     |
| 9    | Pietro Bestetti     | Bianchi         | a 24'00" |
| 10   | Carlo Moretti       | Touring         | s.t.     |